# Talara suffusa
Talara suffusa là một loài bướm đêm thuộc phân họ Arctiinae, họ Erebidae.